# Heracles inexpectatus
Heracles inexpectatus (лат., возможное русское название — неожиданный геракл) — вымерший вид крупных попугаеобразных птиц, обитавших на территории современной Новой Зеландии в раннем миоцене (19—16 млн лет назад). Входит в монотипический род Heracles (возможное русское название — гераклы).

## Этимология
Родовое название было дано в честь легендарного героя древнегреческих мифов Геракла. Видовое название переводится с латыни как «неожиданный» и было дано из-за того, что палеонтологи не ожидали найти гигантского попугаеобразного.

## История изучения
Ископаемые остатки H. inexpectatus были обнаружены в 2008 году в Home Hills Station в формации Баннокберн, Отаго, Новая Зеландия. Обнаружившие их палеонтологи первоначально посчитали, что они принадлежат гигантскому орлиному. Образец NMNZ S.51083, представленный фрагментарными окаменелыми костями левой голени, в дальнейшем назначенный голотипом вида, изучался в течение нескольких лет, в результате чего было выяснено, что окаменелые кости принадлежат огромному представителю попугаеобразных. Новый род и вид были описаны Тревором Уорзи, Сюзанной Хэнд, Майком Арчером, Полом Шофилдом и Ванессой Де Пьетри в статье «Evidence for a giant parrot from the Early Miocene of New Zealand», опубликованной 7 августа 2019 года в журнале Biology Letters. В качестве паратипа был указан образец NMNZ S.51080 — фрагментарные окаменелые кости правой голени.
Ископаемые остатки показали, что попугаеобразные являются птичьими таксонами, склонным к гигантизму у островных видов, к которым относятся бескилевые, утиные, голубиные, аистовые, сипуховые, соколообразные, ястребиные, Sylviornithidae, Aptornithidae, и, о чём говорит исследование, проведённое Тревором Уорзи и коллегами 2019 году, попугаеобразные.

## Описание
В высоту Heracles достигал до 1 м, весил около 7 кг, что делало его тяжелее какапо, самого тяжёлого современного попугаеобразного, в два раза. По-видимому, он не был способен к полёту. Питался сочными плодами. Предполагается, что в рацион Heracles inexpectatus также могли входить птицы, в частности, другие попугаеобразные.
Данный вид можно назвать примером островного гигантизма, объясняющегося тем, что на территории было не сильно много хищников. Также на территории Новой Зеландии обитали моа, которые застали Heracles, появившись 19 млн лет назад, а уже после его вымирания в Новой Зеландии появилась самая большая хищная птица, жившая в историческое время, названная орлом Хааста, размах крыльев самок которой составлял примерно 2,6 м.
Heracles — не единственное гигантское попугаеобразное. Так, например в Бразилии, в Боливии и Парагвае обитает гиацинтовый ара, самое крупное современное попугаеобразное, некоторые особи которого достигают в длину 80—98 см.

## Систематика
Хотя первоначально считалось, что ископаемые остатки Heracles принадлежат крупному орлиному, в дальнейшем удалось определить, что животное, по видимому, следует классифицировать как представителя попугаеобразных, входящего в надсемейство Strigopoidea, современными представителями которой являются какапо, также известные как совиные попугаи, и несторы.